# 1856年美國總統選舉
1856年美國總統選舉（英語：1856 United States presidential election）是美國第18屆總統選舉，由民主黨提名的詹姆斯·布坎南對上共和黨候選人約翰·弗里蒙特以及輝格黨支持的一無所知候選人米勒德·菲爾莫爾。最終布坎南在南方各州以及部分北方自由州以174張選舉人票當選。